# 吉瓦特拉姆

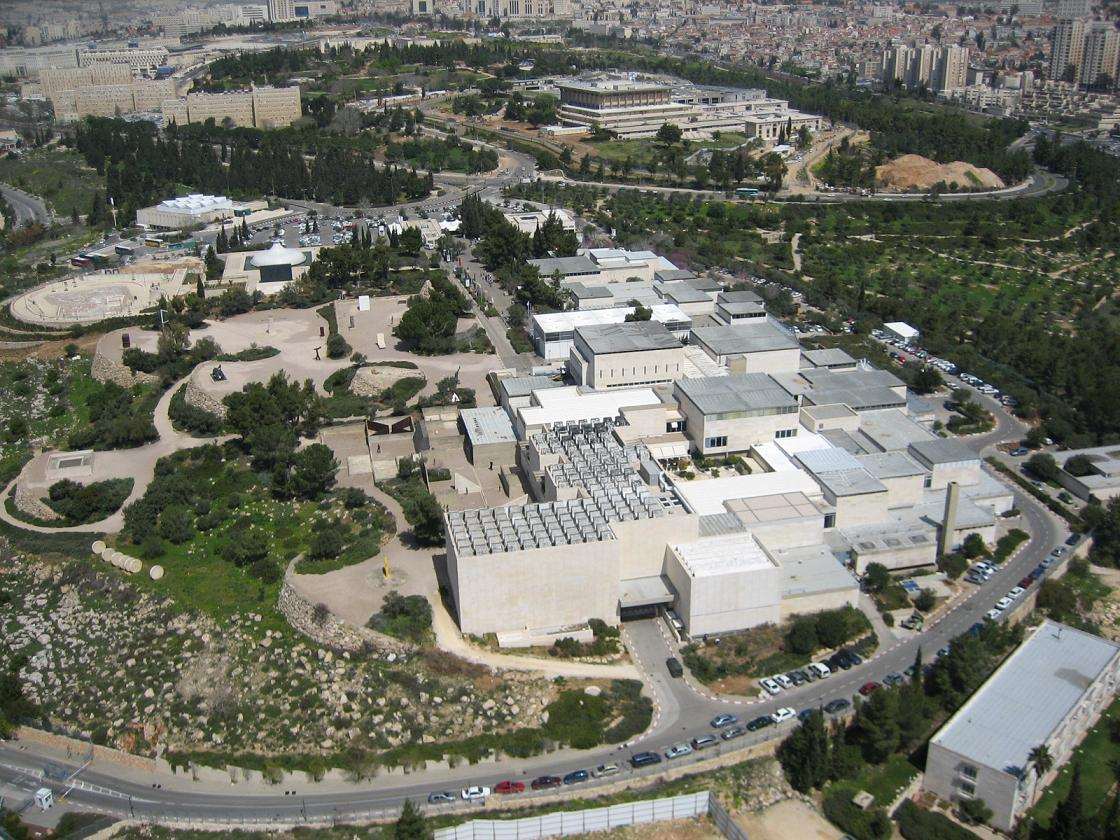
吉瓦特拉姆

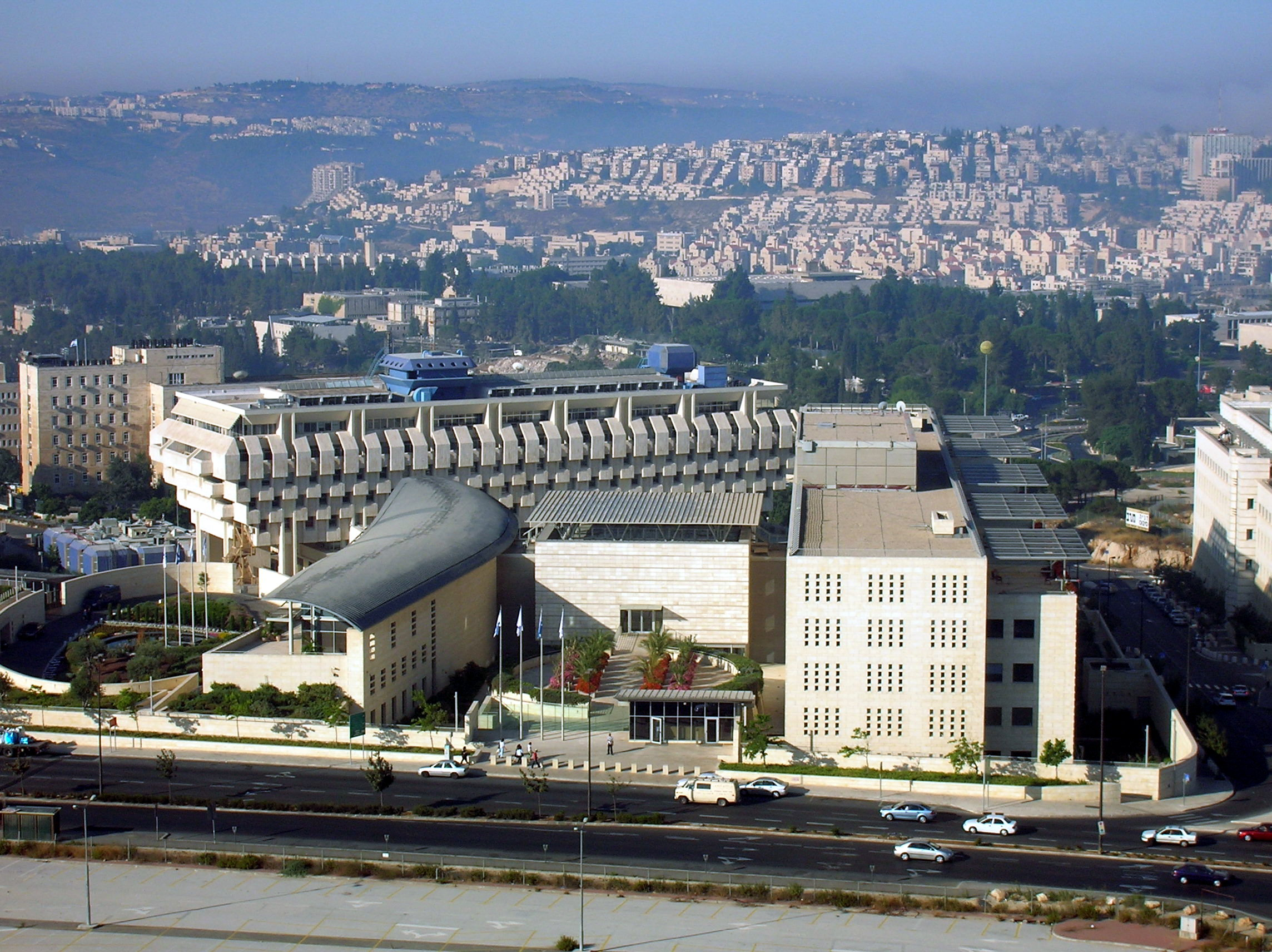
外交部

吉瓦特拉姆是以色列耶路撒冷市中心的一个社区，以色列许多最重要的机构设于此，包括议会、以色列博物馆、圣经地博物馆、以色列最高法院、以色列银行、希伯来语科学院、以色列国家图书馆 、耶路撒冷希伯來大學等。

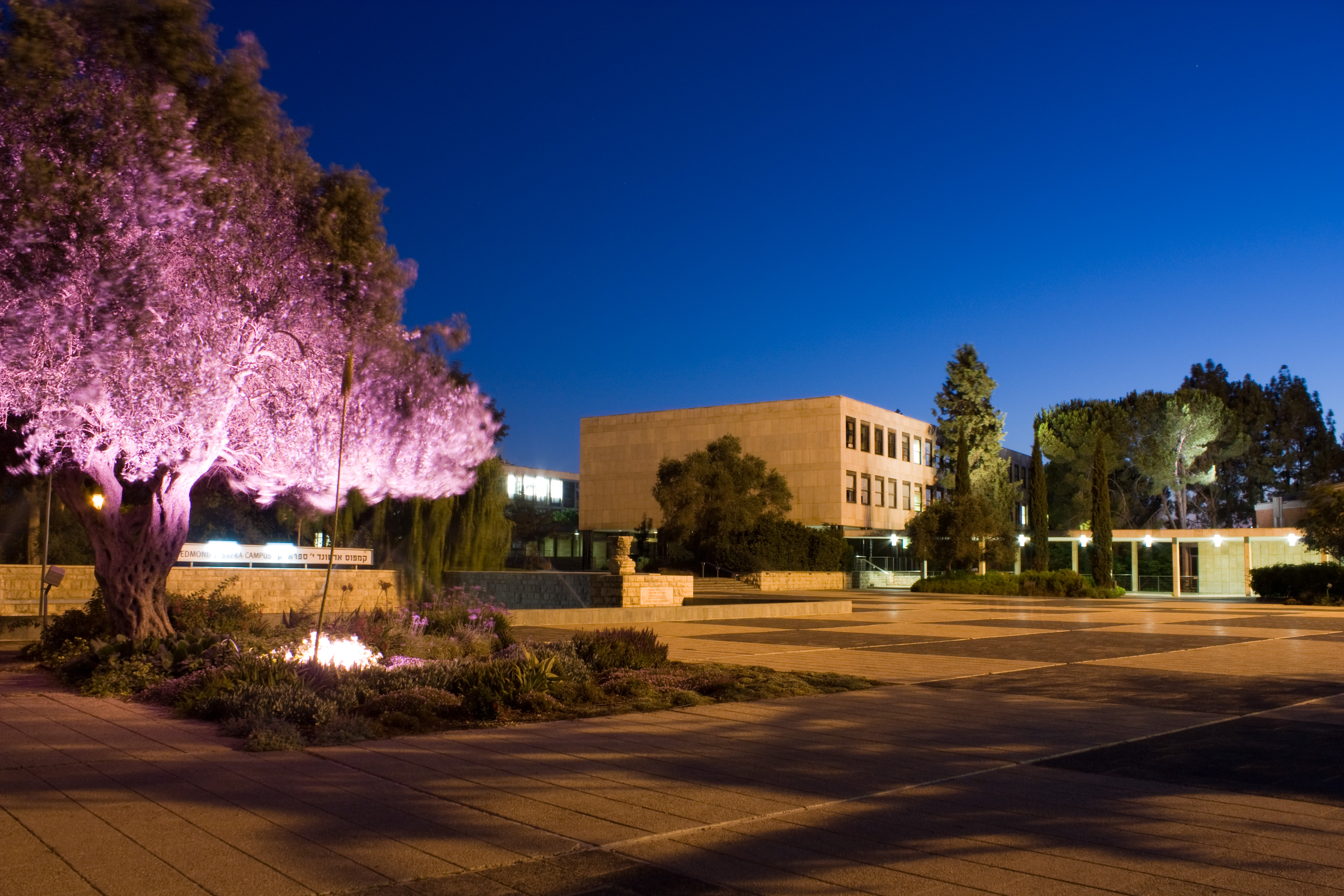
耶路撒冷希伯來大學

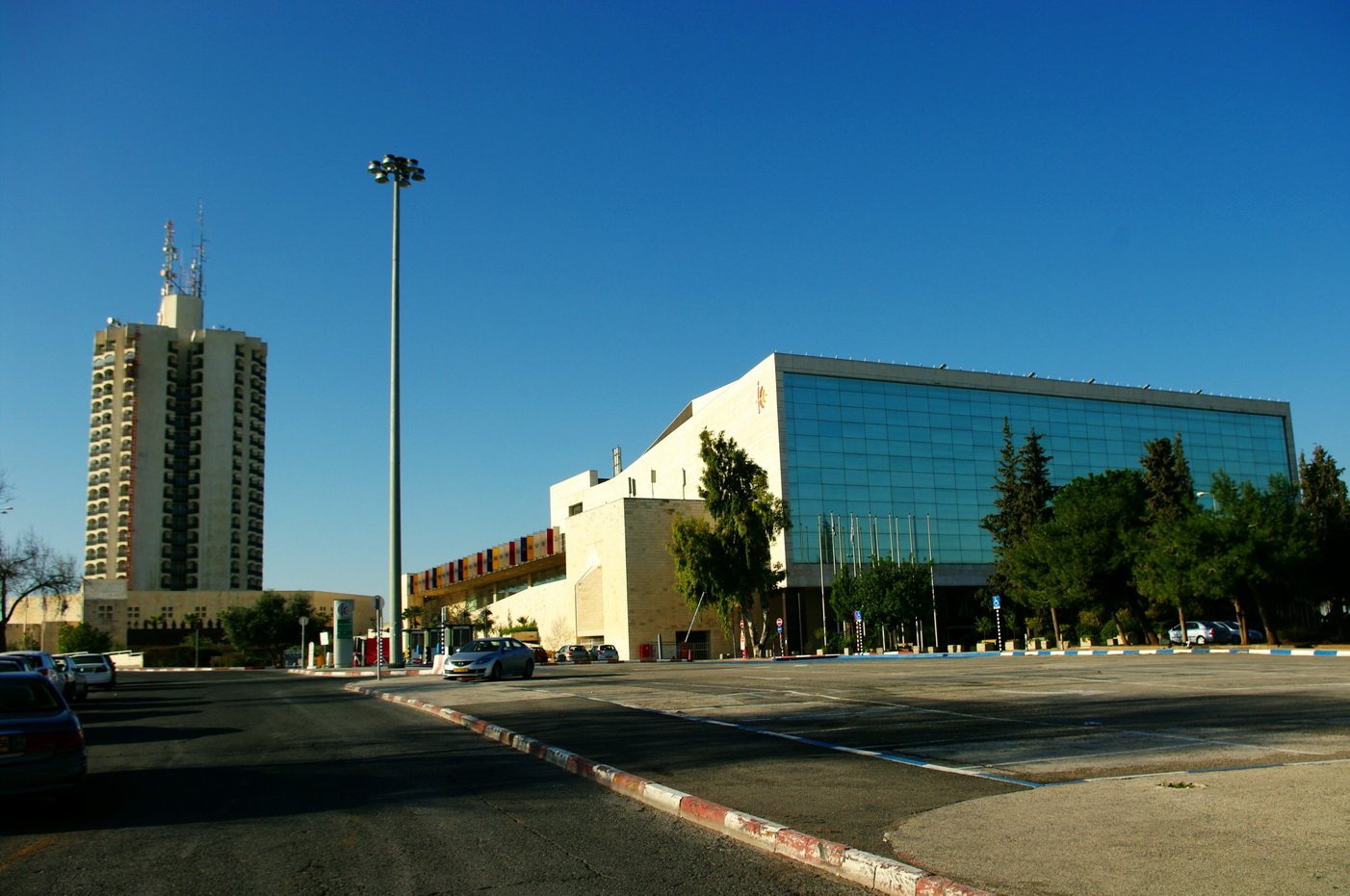